# 阿洛讷 (厄尔-卢瓦省)
阿洛讷（法語：Allonnes，法語發音：[alɔn] ⓘ）是法国厄尔-卢瓦省的一个市镇，属于沙特尔区。

## 地理
阿洛讷（48°19'49"N, 1°39'25"E）面积10.25 平方千米，位于法国中央-卢瓦尔河谷大区厄尔-卢瓦省，该省份为法国北部内陆省份，北起顺时针与厄尔省、伊夫林省、埃松省、卢瓦雷省、卢瓦-谢尔省、萨尔特省和奧恩省接壤。
与阿洛讷接壤的市镇（或旧市镇、城区）包括：穆捷、博维利耶、布瓦维尔拉圣佩尔、特维尔。

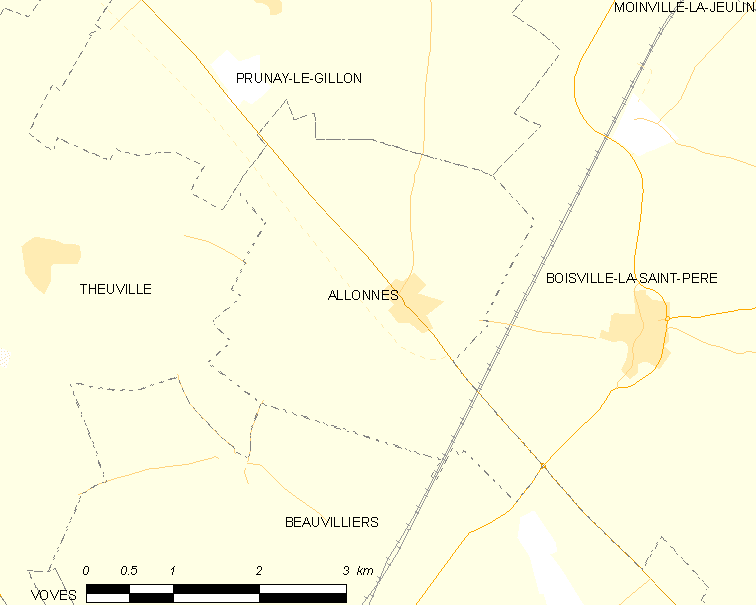
的OSM定位图

阿洛讷的时区为UTC+01:00、UTC+02:00（夏令时）。

## 行政
阿洛讷的邮政编码为28150，INSEE市镇编码为28004。

## 政治
阿洛讷所属的省级选区为莱维拉日沃韦安县。

## 人口

1962-2008年间人口变化图示

阿洛讷于2022年1月1日时的人口数量为319人。